# Национальный железнодорожный музей в Шилдоне
Национальный железнодорожный музей в Шилдоне — железнодорожный музей в Шилдоне, графство Дарем. Музей входит в Группу музеев науки.

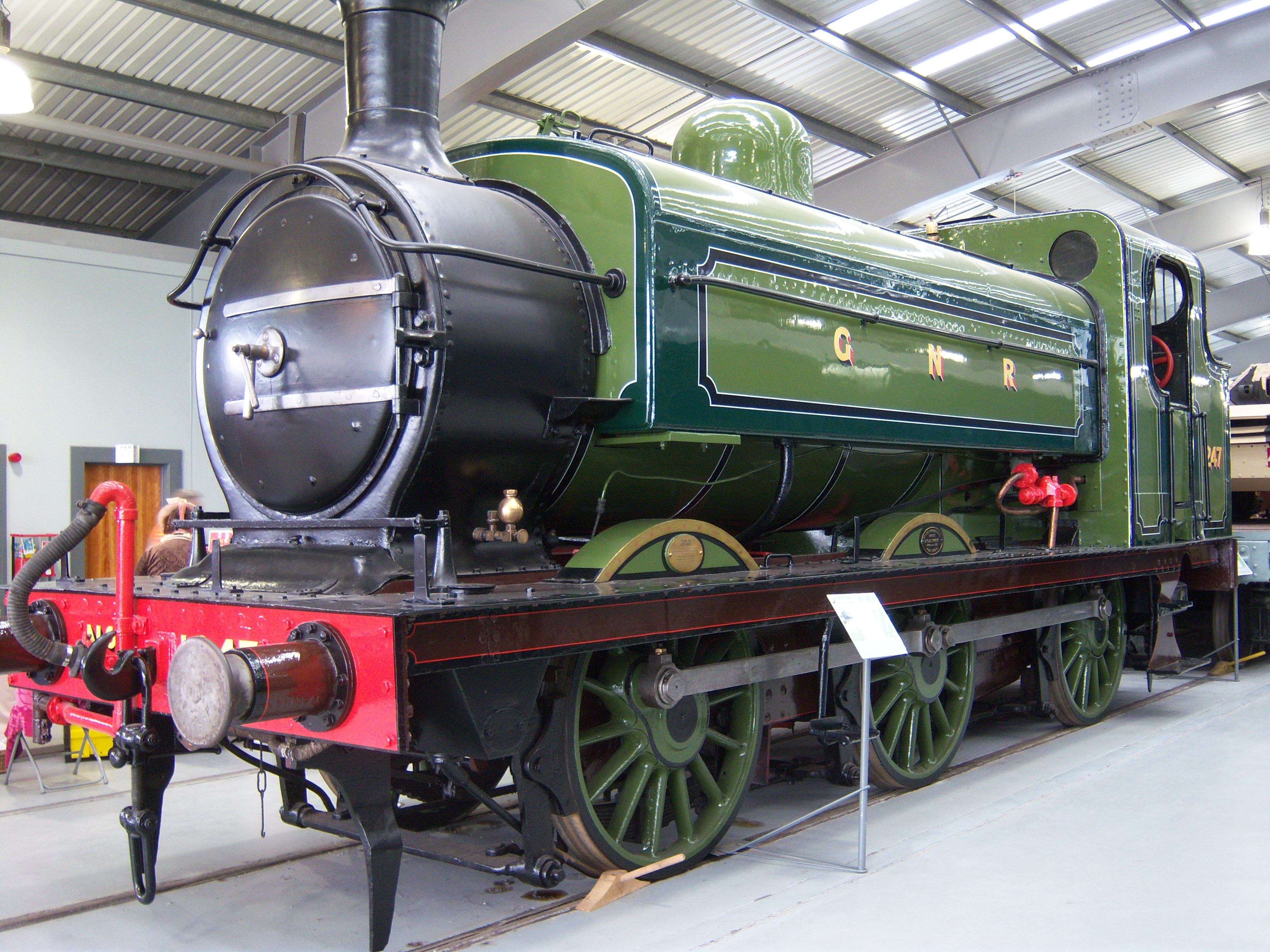
Один из экспонатов музея
Паровоз GNR Class J13

Музей был открыт 22 октября 2004 года премьер-министром Тони Блэром. Музей был открыт на базе ранее существовавшего «Timothy Hackworth Victorian Railway Museum». За первые полгода после открытия музей посетили 94 тысячи человек.
Музей расположен рядом с заводом Soho Works на первой в мире железной дороге общего пользования Стоктон — Дарлингтон.
Музей организован в виде остановок вдоль демонстрационной линии длиной 1 км с указателями на станциях и информационными пунктами на тропе между автостоянками и главным зданием коллекции. Перед зданием депо есть шесть тракционных путей и один более длинный участок пути на котором демонстрируется подвижной состав.
Среди экспонатов множество паровозов, тепловозов, электровозов, вагоны электропоездов, пассажирские и грузовые вагоны. Также в экспозиции музея выставляются легковые автомобили, мотоциклы, автобусы.